# Фарамонд
Фарамонд або Фарамод, Фарамон (фр. Pharamond) — міфічний предок Меровінгів. Згідно з «Книгою історії Франків» (Liber Historiae Francorum), він був сином Маркоміра і батьком Хлодіона. Тому довгий час його вважали першим королем з династії Меровінгів. Фарамонд був скоріше особистістю легендарною, ніж реальною. Він був вождем частини племені франків, які близько 420 року переправилися на лівий берег Рейну. Проте, історичний персонаж на ймення Фарамонд все-таки існував. Він народився близько 550 року недалеко від Парижа і був паризьким священиком, братом єпископа Рагнемонда (Ragnemond) Паризького (єпископ з 576 по 591 рік). Єпископ Рагнемонд хотів, щоб його брат успадкував його престол. Але в 591 році, після смерті єпископа, Фарамонд дозволив захопити єпископський престол багатому сирійському торговцю на ім'я Євсевій. Помер Фарамонд між 600 та 610 роками.

## Джерела

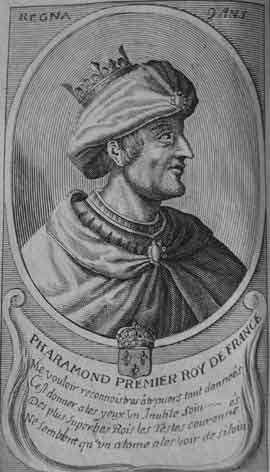
Король Фарамонд.

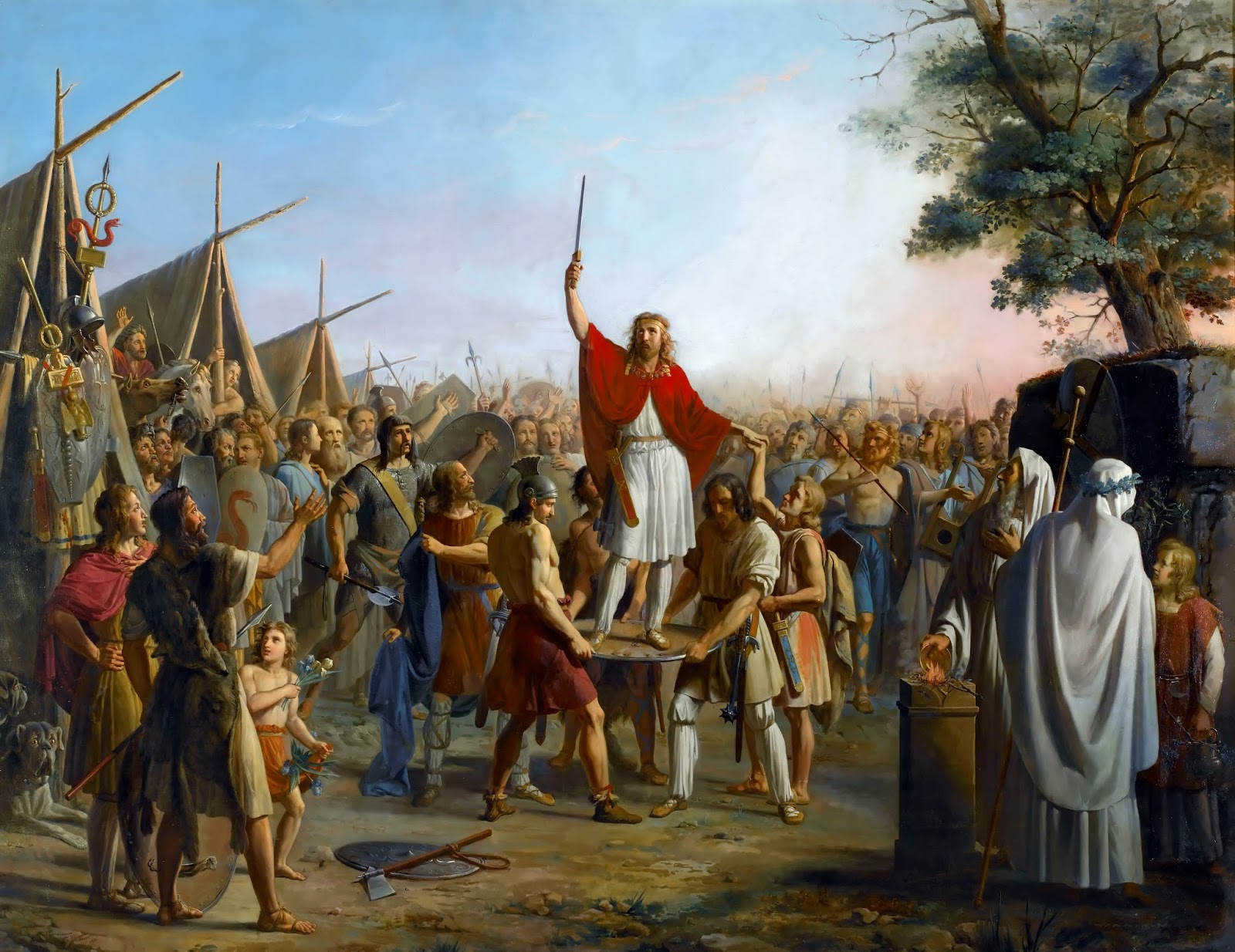
Король Фарамонд.

## Романи
- У 1661 році французький романіст Готьє Калпренед присвятив йому свій роман «Фарамонд».
- У 1809 році письменник Франсуа-Рене де Шатобріан згадував Фарамонда в своїй епопеї «Мученики».
- У 1999 році письменник Юрій Олександрович Нікітін використав події з життя перших Меровінгів у романі «Фарамонд».